# آدام چپمن
آدام چپمن (انگلیسی: Adam Chapman؛ زادهٔ ۲۹ نوامبر ۱۹۸۹) بازیکن فوتبال اهل بریتانیا است.
از باشگاه‌هایی که در آن بازی کرده‌است می‌توان به باشگاه فوتبال منزفیلد تاون، باشگاه فوتبال نیوپورت کانتی، باشگاه فوتبال شفیلد یونایتد، و باشگاه فوتبال آکسفورد یونایتد اشاره کرد.
وی همچنین در تیم ملی فوتبال زیر ۲۱ سال ایرلند شمالی بازی کرده‌است.